# 黒島 (山口県)
黒島（くろしま）は、瀬戸内海西部の安芸灘に位置する柱島群島の島。山口県岩国市に属する。

## 地理・地勢
- 位置：岩国港（新港）から南々東へ23km
- 周囲：4.0km
- 人口：24人（2015年国勢調査）
- 世帯数：17世帯（2015年国勢調査）
- 島内最高峰：樫山（かしやま）標高117m

## 産業
- かつては桂島住民の放牧場だったが、1840年（ 天保11年）より開拓がはじまり、現在は漁業が中心。

## 行政・教育
黒島は玖珂郡麻里布村の一部であったが、1928年（昭和3年）に町制が施行され、1940年（昭和15年）に麻里布町ほか4町村の合併により、岩国市となった。
- 岩国市立黒島小学校・黒島中学校があるが、小学校は1993年（平成5年）、中学校は1994年（平成6年）から休校中である。

## 交通
- 岩国港（新港）より、岩国柱島海運の高速船が平日は1日3往復、土日と8月13日～15日、12月30日～1月4日は1日4往復運航されている。
- 所要時間は約37分である。